# Pancerniki typu Helgoland
Pancerniki typu Helgoland – druga seria drednotów niemieckiej Kaiserliche Marine. Typ składał się z pancerników SMS "Ostfriesland", "Thüringen", "Helgoland" i "Oldenburg", zwodowanych w latach 1909–1910.
Okręty typu były podobne do pierwszych drednotów typu Nassau, zwodowanych około rok wcześniej. Główną zmianą było zwiększenie kalibru artylerii głównej z 280 do 305 mm, aby dorównać okrętom brytyjskim podobnej klasy. Ulepszono też opancerzenie. By przyśpieszyć budowę, podobnie jak na typie Nassau nie zainstalowano na okrętach turbin. Pomimo tego zbudowanie okrętów i wprowadzenie ich do służby zajęło około trzy lata.
W 1913 roku z okrętów zdjęto dwa działa 88 mm, podczas wojny usunięto pozostałe, zastępując je 4 działami przeciwlotniczymi tego samego kalibru.
Wszystkie okręty tego typu wzięły udział w I wojnie światowej i uczestniczyły w bitwie jutlandzkiej. Po wojnie "Ostfriesland" został przejęty przez Stany Zjednoczone i użyty jako cel dla samolotów.